# 西淡路高射砲台跡

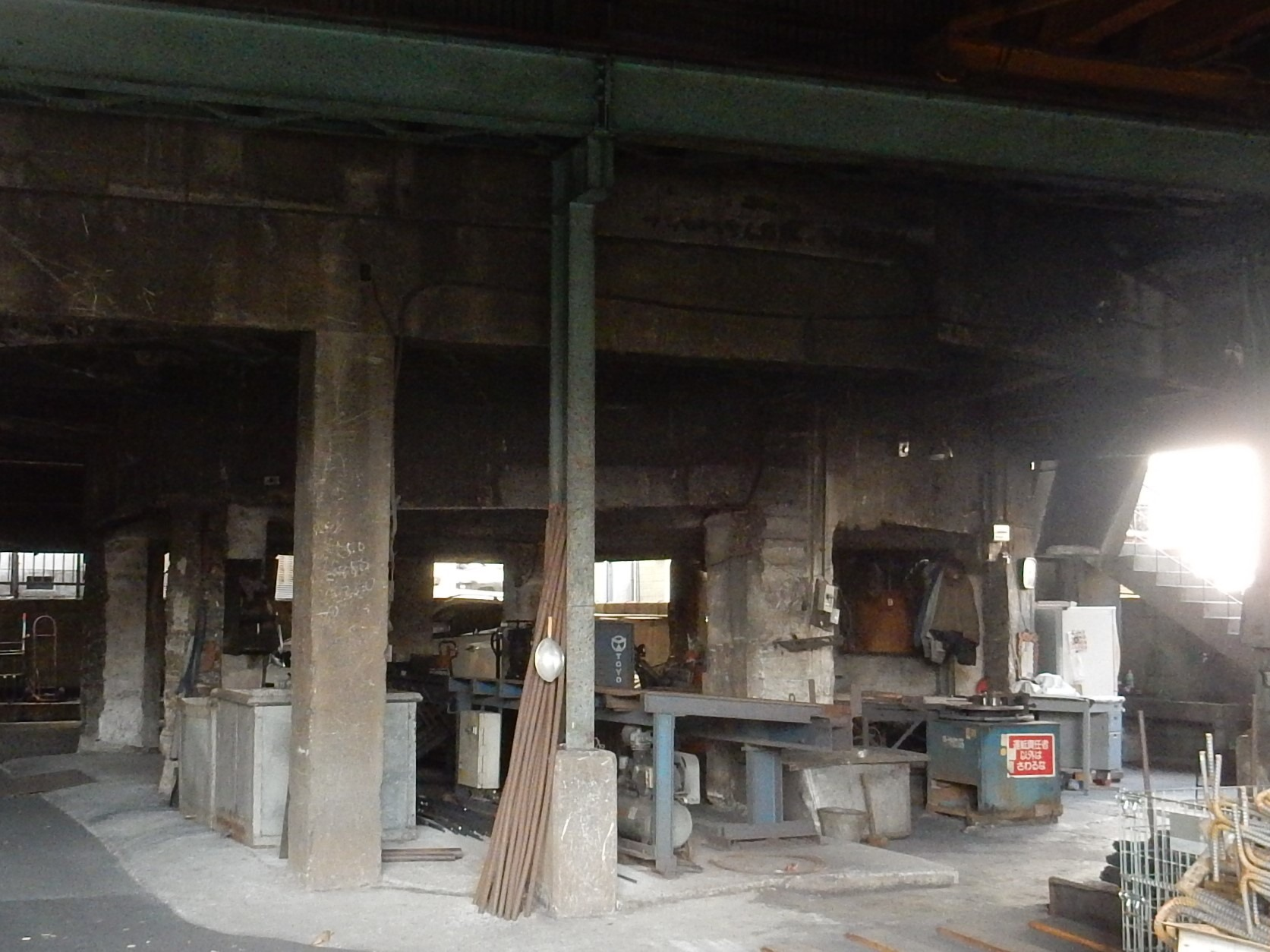
東淀川区 高射砲台跡

西淡路高射砲台跡（にしあわじこうしゃほうだいあと）は、かつて大阪府大阪市東淀川区西淡路に存在した、旧日本陸軍により建設された高射砲台陣地の跡地である。

## 概要
大阪市東淀川区西淡路にある高射砲台の跡地。旧日本軍が第二次世界大戦中に建設した。当時は扇形状に6基の砲台、扇形の要に当たる位置に指揮所が建設された。
建設当時、地名から国次高射砲陣地と呼ばれていた。

## 歴史
- 1942年（昭和17年）ごろ、地上に土を盛って四門の高射砲が設置された
- 1944年（昭和19年）ごろ、高床式砲台の建設が始まった
- 1945年（昭和20年）6月ごろ、鉄筋コンクリート（RC）造高射砲台六基とその中心に同じくRC造二階建て指揮所完成
- 終戦時、150 - 200名ほどが所属する「陸軍第十五方面軍高射第三師団第一二二連隊第一大隊第一中隊」が駐屯していた
- 終戦後、砲台は住宅地等に転用される。西端の六番砲台は一階部の壁を撤去し、鉄工所の一部として利用されていた[2]。
- 1989年（平成元年）、東側の一番、二番砲台が解体
- 2012年（平成24年）、四番、五番砲台が解体
- 2019年（平成31年）2月頃、六番砲台が解体[2]。
- 2019年（令和元年）11月、三番砲台が解体[2]。
- 2024年（令和6年）5月、指揮所が解体[3]。

出典は

## 交通アクセス
- 大阪シティバス「西淡路5丁目」バス停下車。「新大阪駅東口」から「東淀川区役所前[正面]」方面、11番系統。
- 東淀川駅（JR京都線）から東へ徒歩5分。